# Bolesław Woytowicz
Bolesław Woytowicz (* 5. Dezember 1899 in Dunajiwzi; † 11. Juni 1980 in Kattowitz) war ein polnischer Komponist, Pianist und Musikpädagoge.
Woytowicz hatte ab 1913 Klavierunterricht und war 1916–17 Schüler von Aleksander Wielhorski. Nach einem Studium der Philologie an der Universität Kiew sowie der Mathematik und der Rechtswissenschaft in Warschau studierte er von 1920 bis 1924 am Warschauer Konservatorium Klavier bei Aleksander Michałowski und Komposition bei Felicjan Szopski und Witold Maliszewski. Von 1929 bis 1932 studierte er Komposition bei Nadia Boulanger in Paris.
1924 unternahm er eine Konzertreise als Pianist durch Europa, die ihn u. a. nach Frankreich, Deutschland und Österreich, in die Tschechoslowakei und die Schweiz, nach Holland und ins Baltikum führte. 1927 war er Teilnehmer des Ersten Internationalen Chopin-Wettbewerbes in Warschau. Mit seinem Klavierkonzert gewann er 1932 den Zweiten Preis beim Kronenberg-Kompositionswettbewerb.
Von 1924 bis 1939 unterrichtete Woytowicz am Warschauer Konservatorium. In der Zeit des Zweiten Weltkrieges veranstaltete er Konzerte im Salon Sztuki, bei denen Musiker wie Eugenia Umińska, Irena Dubiska, Witold Lutosławski, Andrzej Panufnik, Zbigniew Drzewiecki, Paweł Lewiecki, Ewa Bandrowska-Turska, Vittoria Calma, Ada Sari und Adam Didur auftraten.
Von 1945 bis 1975 leitete Woytowicz Klavier- und Kompositionsklassen an der staatlichen Musikakademie Kattowitz. Außerdem unterrichtete er an der staatlichen Musikhochschule in Warschau und der Musikhochschule Krakau. Zu seinen Schülern zählen die Pianisten Urszula Mitręga, Zofia Owińska, Irena Protasewicz, Monika Sikora-Wojtacha, Maria Szraiber und Zbigniew Śliwiński und die Komponisten Tadeusz Baird, Wojciech Kilar, Witold Szalonek, Józef Świder, Romuald Twardowski und Peter Paul Koprowski.

## Werke
- Dwa mazurki für Klavier, 1928
- Wariacje für Klavier, 1928
- Dwanaście Pieśni für Stimme und Klavier, 1928–30
- Fantazja für Violine und Klavier, 1929
- Sonata für Klavier, 1929
- Trzy Tańce für Klavier, 1930
- Trio na flet, klarnet i fagot, 1930
- L'enfant va dormir für Sopran, Flöte, Fagott und Harfe, 1930
- Oberek für Klavier, 1930
- Mała Kantata Dziecięca na Pochwałę Bozi i Słońca für dreistimmigen Kinderchor a cappella, 1931
- Kwartet smyczkowy nr 1 (Streichquartett), 1932
- Koncert Fortepianowy (Klavierkonzert), 1932
- Suita Koncertowa für Orchester, 1933
- Dwa Tańce Polskie für Stimme, Violine, Cello und Klavier, 1933
- Żałobny Poemat „Pamięci Marszałka Piłsudskiego“ für Sinfonieorchester, 1935
- Concertino für kleines Sinfonieorchester, 1936
- Powrót, Ballett, 1937
- Symfonia nr 1, 20 Variationen in Form einer Sinfonie, 1938
- Symfonia nr 2 „Warszawska“, 1945
- Recitativo für Violine oder Cello und Orgel, 1946
- Recitativo e arietta für Klavier, 1947
- Dwanaście Etiud für Klavier, 1948
- Kantata na Pochwałę Pracy für Solostimmen, gemischten Chor und Orchester, 1948
- Sześć Szkiców Symfonicznych für Sinfonieorchester, 1949
- Nasza Pieśń für gemischten Chor oder gemischten Chor und Sinfonieorchester oder Stimme und Klavier, 1950
- Prorok, Kantate für BAss, Chor und Sinfonieorchester, 1950
- Pokój für Stimme oder Chor und Klavier oder Chor a cappella, 1951
- Sonata na flet i fortepian, 1952
- Kwartet smyczkowy nr 2, 1953
- Trzy Ludowe Pieśni Śląskie für gemischten Chor, 1955
- Lamento, Vokalise für Sopran, Klarinette und Klavier oder Sopran und Sinfonieorchester, 1957, 1959
- The Great Fugue für Streichquartett und zwei Streicherensemble, 1958
- Dziesięć Etiud für Klavier, 1960
- Symfonia nr 3 'Piano concertante für Klavier und Orchester, 1963
- Miniatura für Violine und Klavier oder Violine, Viola und Cello, 1966
- Mała Sonata für Klavier, 1977
- De Profundis für Stimme und Orgel, 1977